# Fanette Roche-Pézard
Pour les articles homonymes, voir Pézard et Roche (homonymie).
Fanette Roche-Pézard (née le 30 novembre 1924, à Lyon et morte le 3 décembre 2009 à Paris) est une historienne de l'art française, spécialiste du futurisme.

## Biographie
Fanette Roche-Pézard est la fille d'André Pézard, universitaire italianiste, professeur au Collège de France. Agrégée d'italien en 1954, elle traduit en 1959 Le Guépard, roman de Giuseppe Tomasi di Lampedusa, adapté à l'écran en 1963 par Luchino Visconti. 
Elle se spécialise ensuite dans l'histoire de l'art italien au XXe siècle et particulièrement du futurisme. Elle enseigne l'histoire de l'art contemporain, de 1969 à sa retraite, à l'université Paris 1 Panthéon-Sorbonne. Elle étudie les Macchiaioli, peintres paysagistes de la seconde moitié du XIXe siècle.

### Vie personnelle
Elle avait épousé l'historien Daniel Roche.

## Ouvrages
- Contes et légendes de Bohême, recueillis par Joseph Slipka et adapté par Fanette Pézard, Fernand Nathan, coll. «  Contes et légendes de tous les pays », 1949
- Contes et légendes de Gascogne, Fernand Nathan, coll. « Contes et légendes de tous les pays », 1952; rééditions : série : « Provinces de france », illustrations : René Péron, 1962, 1973
- L'Aventure futuriste (1909-1916), Rome-Paris, Éditions École française de Rome-Éditions de Boccard, 1983 ; réédité en 1995
- Bois, boîtes et talismans : à propos des Macchiaioli, essai sur une pratique picturale italienne et française, 1860-1890, Paris, Musée-galerie de la Seita, 1997
- « Gérard Monnier : l'architecte Henri Pacon, 1882-1946 », Les Annales, Economies, Sociétés, Civilisations, 1985, volume 40, n° 2, p. 445.